# Chapelle Saint-Roch d'Hénin-Beaumont
La chapelle Saint-Roch est une chapelle catholique situé à Hénin-Beaumont, en France.

## Localisation
La chapelle est située rue de l'Égalité, en face du cimetière du Centre, à Hénin-Beaumont, autrefois Hénin-Liétard. Elle est construite en 1849 par l'architecte Alexandre Grigny à la place d'une petite chapelle déjà dédiée au même saint.